# Cleaveius singhai
Cleaveius singhai is een soort in de taxonomische indeling van de Acanthocephala (haakwormen). De worm wordt meestal 1 tot 2 cm lang. Ze komen algemeen voor in het maag-darmstelsel van ongewervelden, vissen, amfibieën, vogels en zoogdieren.
De haakworm komt uit het geslacht Cleaveius en behoort tot de familie Rhadinorhynchidae. Cleaveius singhai werd in 1987 beschreven door N. K. Gupta & S. Fatma.